# Liga de Diamante de 2019
A Liga de Diamante de 2019 foi a décima edição do evento organizado pela IAAF, que entregou o Troféu de Diamante a cada um dos atletas ganhadores das 32 disciplinas atléticas repartidas em categorias masculina e feminina, após catorze mangas ao redor do mundo.

## Regras
As regras da Liga de Diamante foram as seguintes:
- Foram catorze as mangas que se celebraram na Liga de Diamante. As provas que outorgaram pontos tiveram lugar seis vezes (100 m, 200 m, 400 m, 800 m, 1500 m, corridas de obstáculos, salto de altura, salto com vara) ou quatro vezes (5000 m, 3000 m obstáculos, 400 m obstáculos, salto em comprimento, triplo salto, lançamentos) antes das finais ao longo da temporada.
- Doze dessas mangas serviram de classificação para as últimas duas do calendário (Zurique e Bruxelas), nas que tiveram lugar as finais das provas.
- Nas primeiras doze mangas repartiram-se pontos para classificar à final de cada prova. Adjudicaram-se oito pontos ao primeiro posto, sete ao segundo e assim sucessivamente até outorgar um ponto ao oitavo posto.
- Para a final de cada prova, a celebrar-se nas últimas duas mangas, participaram os primeiros sete, oito ou doze atletas (segundo a modalidade) que acumularam mais pontos para disputar o Troféu de diamante e prêmios em numerário. Em caso de empate decidiu-se pelo melhor registo na fase de classificação.
- Devido à suspensão da Federação Russa de Atletismo como membro  da IAAF, os atletas de dita nacionalidade foram excluídos de participar na Liga de Diamante, ainda que alguns atletas competiram baixo bandeira neutra ao ter obtido uma permissão especial da entidade.[3]

## Calendário

### Mangas classificatórias
| Data           | Nome                                                    | Estádio                                             | Cidade     | País           |
| -------------- | ------------------------------------------------------- | --------------------------------------------------- | ---------- | -------------- |
| 3 de maio      | Doha Diamond League                                     | Estádio Hamad Bin Suhaim                            | Doha       | Catar          |
| 18 de maio     | IAAF Diamond League Shanghai                            | Estádio de Shanghai                                 | Shanghai   | China          |
| 30 de maio     | Bauhaus-Galan                                           | Estádio Olímpico de Estocolmo                       | Estocolmo  | Suécia         |
| 6 de junho     | Golden Gala Pietro Mennea                               | Estádio Olímpico de Roma                            | Roma       | Itália         |
| 13 de junho    | Oslo Bislett Games                                      | Estádio Bislett                                     | Oslo       | Noruega        |
| 16 de junho    | Meeting International Mohammed VI D'Athletisme de Rabat | Estádio Príncipe Moulay Abdellah                    | Rabat      | Marrocos       |
| 30 de junho    | Prefontaine Classic                                     | Cobb Track and Angell Field (Universidade Stanford) | Stanford   | Estados Unidos |
| 5 de julho     | Athletissima                                            | Stade Olympique da Pontaise                         | Lausana    | Suíça          |
| 12 de julho    | Herculis                                                | Estádio Louis II                                    | Mônaco     | Mónaco         |
| 20-21 de julho | Anniversary Games                                       | Estádio Olímpico de Londres                         | Londres    | Reino Unido    |
| 18 de agosto   | Grand Prix Birmingham                                   | Alexander Stadium                                   | Birmingham | Reino Unido    |
| 24 de agosto   | Meeting de Paris                                        | Stade Charléty                                      | Paris      | França         |

### Finais
| Data          | Nome               | Estádio              | Cidade   | País    |
| ------------- | ------------------ | -------------------- | -------- | ------- |
| 29 de agosto  | Weltklasse Zürich  | Letzigrund Stadium   | Zurique  | Suíça   |
| 6 de setembro | Memorial Van Damme | Estádio Rei Balduino | Bruxelas | Bélgica |

## Posiciones

### Fase de classificação
A seguir os primeiros três atletas que encabeçaram as tabelas de classificação segundo os pontos acumulados nas mangas.

#### Masculino
| Prova                | # Mangas | 1.º               | Pts. | 2.º               | Pts. | 3.º                 | Pts. |
| -------------------- | -------- | ----------------- | ---- | ----------------- | ---- | ------------------- | ---- |
| 100 m                | 6        | Christian Coleman | 23   | Michael Rodgers   | 23   | Akani Simbine       | 21   |
| 200 m                | 6        | Ramil Guliyev     | 38   | Álex Quiñónez     | 36   | Aaron Brown         | 25   |
| 400 m                | 6        | Michael Cherry    | 19   | Akeem Bloomfield  | 16   | Michael Norman      | 16   |
| 800 m                | 6        | Ferguson Rotich   | 32   | Nijel Amos        | 31   | Emmanuel Korir      | 21   |
| 1500 m               | 6        | Ayanleh Souleiman | 33   | Timothy Cheruiyot | 31   | Jakob Ingebrigtsen  | 26   |
| 3000 m/5000 m        | 4        | Selemon Barega    | 29   | Telahun Bekele    | 18   | Yomif Kejelcha      | 16   |
| 110 m barreiras      | 6        | Orlando Ortega    | 28   | Serguéi Shubenkov | 23   | Andrew Pozzi        | 22   |
| 400 m barreiras      | 6        | Thomas Barr       | 24   | Karsten Warholm   | 24   | Yasmani Copello     | 19   |
| 3000 m obs.          | 4        | Sufian O Bakkali  | 24   | Benjamin Kigen    | 21   | Chala Beyo          | 17   |
| Salto em altura      | 6        | Iliá Ivaniuk      | 34   | Majd Eddin Ghazal | 21   | Brandon Starc       | 20   |
| Salto com vara       | 6        | Sam Kendricks     | 42   | Piotr Lisek       | 41   | Armand Duplantis    | 26   |
| Salto em comprimento | 4        | J. M. Echevarría  | 23   | Luvo Manyonga     | 18   | Tajay Gayle         | 17   |
| Triplo salto         | 4        | Christian Taylor  | 22   | Pedro Pichardo    | 21   | Hugues F. Zango     | 21   |
| Lançamento de peso   | 4        | Darlan Romani     | 26   | Tomadas Walsh     | 21   | Joe Kovacs          | 19   |
| Lançamento de disco  | 4        | Daniel Ståhl      | 31   | Fedrick Dacres    | 22   | Lukas Weißhaidinger | 22   |
| Lançamento de dardo  | 4        | Cheng Chao-tsun   | 26   | Andreas Hofmann   | 26   | Magnus Kirt         | 20   |

#### Feminino
| Prova                | # Mangas | 1.º                 | Pts. | 2.º                | Pts. | 3.º                   | Pts. |
| -------------------- | -------- | ------------------- | ---- | ------------------ | ---- | --------------------- | ---- |
| 100 m                | 6        | Marie-Josée Ta Lou  | 31   | Elaine Thompson    | 22   | D. Asher-Smith        | 21   |
| 200 m                | 6        | D. Asher-Smith      | 29   | Dafne Schippers    | 28   | Elaine Thompson       | 21   |
| 400 m                | 6        | S. McPherson        | 32   | Salwa Eid Naser    | 32   | Christine Botlogetswe | 19   |
| 800 m                | 6        | Ajee Wilson         | 29   | Raevyn Rogers      | 24   | Habitam Alemu         | 20   |
| 1500 m               | 6        | G. Debues-Stafford  | 24   | Gudaf Tsegay       | 24   | Sifan Hassan          | 19   |
| 3000 m/5000 m        | 4        | Hellen Obiri        | 19   | Agnes Tirop        | 17   | Sifan Hassan          | 14   |
| 100 m barreiras      | 6        | Danielle Williams   | 31   | Tobi Amusan        | 23   | Kendra Harrison       | 23   |
| 400 m barreiras      | 6        | Zuzana Hejnová      | 26   | Dalilah Muhammad   | 23   | Janieve Russell       | 23   |
| 3000 m obs.          | 4        | Beatrice Chepkoech  | 31   | Celliphine Chespol | 18   | Hyvin Kiyeng          | 17   |
| Salto em altura      | 6        | Maria Lasitskene    | 40   | Mirela Demireva    | 30   | Erika Kinsey          | 28   |
| Salto com vara       | 6        | Ekaterini Stefanidi | 39   | Sandi Morris       | 26   | Alysha Newman         | 22   |
| Salto em comprimento | 4        | M. Bej-Romanchuk    | 21   | Malaika Mihambo    | 16   | Caterine Ibargüen     | 15   |
| Triplo salto         | 4        | Yulimar Vermelhas   | 23   | Shanieka Ricketts  | 22   | Liadagmis Povea       | 20   |
| Lançamento de peso   | 4        | Chase Ealey         | 24   | Gong Lijiao        | 23   | D. Thomas-Dodd        | 21   |
| Lançamento de disco  | 4        | Denia Caballero     | 30   | Yaimé Pérez        | 23   | Sandra Percović       | 23   |
| Lançamento de dardo  | 4        | Christin Hussong    | 24   | K. Barber          | 17   | Lü Huihui             | 16   |

## Resultados completos
| Liga de Diamante de 2019 - Resultados completos de mangas classificatórias | Liga de Diamante de 2019 - Resultados completos de mangas classificatórias | Liga de Diamante de 2019 - Resultados completos de mangas classificatórias | Liga de Diamante de 2019 - Resultados completos de mangas classificatórias | Liga de Diamante de 2019 - Resultados completos de mangas classificatórias | Liga de Diamante de 2019 - Resultados completos de mangas classificatórias | Liga de Diamante de 2019 - Resultados completos de mangas classificatórias | Liga de Diamante de 2019 - Resultados completos de mangas classificatórias | Liga de Diamante de 2019 - Resultados completos de mangas classificatórias | Liga de Diamante de 2019 - Resultados completos de mangas classificatórias | Liga de Diamante de 2019 - Resultados completos de mangas classificatórias | Liga de Diamante de 2019 - Resultados completos de mangas classificatórias | Liga de Diamante de 2019 - Resultados completos de mangas classificatórias | Liga de Diamante de 2019 - Resultados completos de mangas classificatórias |
| Doha                                                                       | Shanghai                                                                   | Estocolmo                                                                  | Roma                                                                       | Oslo                                                                       | Rabat                                                                      | Stanford                                                                   | Lausana                                                                    | Mônaco                                                                     | Londres                                                                    | Birmingham                                                                 | Paris                                                                      |                                                                            |                                                                            |
| -------------------------------------------------------------------------- | -------------------------------------------------------------------------- | -------------------------------------------------------------------------- | -------------------------------------------------------------------------- | -------------------------------------------------------------------------- | -------------------------------------------------------------------------- | -------------------------------------------------------------------------- | -------------------------------------------------------------------------- | -------------------------------------------------------------------------- | -------------------------------------------------------------------------- | -------------------------------------------------------------------------- | -------------------------------------------------------------------------- | -------------------------------------------------------------------------- | -------------------------------------------------------------------------- |

| Liga de Diamante de 2019 - Resultados completos das finais | Liga de Diamante de 2019 - Resultados completos das finais | Liga de Diamante de 2019 - Resultados completos das finais | Liga de Diamante de 2019 - Resultados completos das finais | Liga de Diamante de 2019 - Resultados completos das finais | Liga de Diamante de 2019 - Resultados completos das finais | Liga de Diamante de 2019 - Resultados completos das finais | Liga de Diamante de 2019 - Resultados completos das finais | Liga de Diamante de 2019 - Resultados completos das finais | Liga de Diamante de 2019 - Resultados completos das finais | Liga de Diamante de 2019 - Resultados completos das finais | Liga de Diamante de 2019 - Resultados completos das finais | Liga de Diamante de 2019 - Resultados completos das finais | Liga de Diamante de 2019 - Resultados completos das finais |
| Zurique                                                    | Bruxelas                                                   |                                                            |                                                            |                                                            |                                                            |                                                            |                                                            |                                                            |                                                            |                                                            |                                                            |                                                            |                                                            |
| ---------------------------------------------------------- | ---------------------------------------------------------- | ---------------------------------------------------------- | ---------------------------------------------------------- | ---------------------------------------------------------- | ---------------------------------------------------------- | ---------------------------------------------------------- | ---------------------------------------------------------- | ---------------------------------------------------------- | ---------------------------------------------------------- | ---------------------------------------------------------- | ---------------------------------------------------------- | ---------------------------------------------------------- | ---------------------------------------------------------- |

### Finais
A seguir os atletas classificados e os resultados das finais da Liga de Diamante (entre parêntese os pontos obtidos durante a fase de classificação).
- = Ganhador do «Troféu de diamante».

#### Finais em Zurique

##### Masculino
| Pos. | Atleta              | Marca |
| ---- | ------------------- | ----- |
| 1    | Noah Lyles (23)     | 9,98  |
| 2    | Xie Zhenye (18)     | 10,04 |
| 3    | Yohan Blake (20)    | 10,07 |
| 4    | Justin Gatlin (20)  | 10,08 |
| 5    | Akani Simbine (25)  | 10,10 |
| 6    | Zharnel Hughes (16) | 10,15 |
| 7    | Adam Gemili (12)    | 10,15 |
| 8    | Mike Rodgers (24)   | 10,16 |
| 8    | Alex Wilson (-)     | 10,40 |

| Pos. | Atleta                | Marca   |
| ---- | --------------------- | ------- |
| 1    | Donavan Brazier (22)  | 1:42,70 |
| 2    | Nijel Amos (38)       | 1:42,98 |
| 3    | Brandon McBride (21)  | 1:43,51 |
| 4    | Emmanuel Korir (26)   | 1:43,69 |
| 5    | Clayton Murphy (18)   | 1:43,94 |
| 6    | Amel Tuka (12)        | 1:43,99 |
| 7    | Ferguson Rotich (34)  | 1:45,28 |
| 8    | Wyclife Kinyamal (20) | 1:47,59 |
| -    | Harun Abda (-)        | DNF     |

| Pos. | Atleta                   | Marca    |
| ---- | ------------------------ | -------- |
| 1    | Joshua Cheptegei (34)    | 12:57,41 |
| 2    | Hagos Gebrhiwet (34)     | 12:58,15 |
| 3    | Nicholas Kimeli (34)     | 12:59,05 |
| 4    | Telahun Bekele (34)      | 12:59,09 |
| 5    | Selemon Barega (34)      | 12:59,66 |
| 6    | Yomif Kejelcha (34)      | 13:01,38 |
| 7    | Stanley Mburu (34)       | 13:06,29 |
| 8    | Paul Chelimo (34)        | 13:14,18 |
| 9    | Ben True (34)            | 13:18,27 |
| 10   | Birhanu Balew (34)       | 13:21,13 |
| 11   | Andrew Butchart (34)     | 13:24,46 |
| 12   | Henrik Ingebrigtsen (34) | 13:30,78 |
| 13   | Stewart McSweyn (34)     | 13:32,33 |
| 14   | Julien Wanders (34)      | 13:45,18 |
| -    | Ryan Gregson (34)        | DNF      |
| -    | Abadi Hadis (34)         | DNF      |
| -    | Patrick Tiernan (34)     | DNF      |

| Pos. | Atleta               | Marca                |
| ---- | -------------------- | -------------------- |
| 1    | Karsten Warholm (32) | 46.92 União Europeia |
| 2    | Rai Benjamin (22)    | 46.98                |
| 3    | Kyron McMaster (25)  | 48.58                |
| 4    | Yasmani Copello (24) | 48.58                |
| 5    | David Kendziera (23) | 48.98                |
| 6    | Thomas Barr (28)     | 49.17                |
| 7    | TJ Holmes (19)       | 50.00                |
| 8    | Kariem Hussein (-)   | 50.04                |

| Pos. | Atleta                 | Marca  |
| ---- | ---------------------- | ------ |
| 1    | Andri Protsenko (23)   | 2,32   |
| 2    | Brandon Starc (27)     | 2,30 = |
| 3    | Tihomir Ivanov (14)    | 2,30 = |
| 4    | Michael Mason (24)     | 2,27   |
| 5    | Iliá Ivaniuk (38)      | 2,27   |
| 5    | Naoto Tobe (13)        | 2,27   |
| 7    | Jeron Robinson (14)    | 2,24   |
| 8    | Maxim Nedasekau (14)   | 2,24   |
| 9    | Wang Yu (14)           | 2,24   |
| 10   | Mutaz Essa Barshim (7) | 2,20   |
| 10   | Majd Eddin Ghazal (21) | 2,20   |
| 12   | Mateusz Przybylko (6)  | 2,20   |

| Pos. | Atleta                   | Marca |
| ---- | ------------------------ | ----- |
| 1    | Sam Kendricks (50)       | 5.93  |
| 2    | Armand Duplantis (33)    | 5.83  |
| 3    | Piotr Lisek (47)         | 5.83  |
| =    | Escola Walsh (20)        | 5.83  |
| 5    | Renaud Lavillenie (15)   | 5.73  |
| =    | Christopher Nilsen (9)   | 5.73  |
| =    | Paweł Wojciechowski (20) | 5.73  |
| 8    | Thiago Braz (16)         | 5.58  |
| 9    | Ernest John Obiena (5)   | 5.58  |
| 10   | Dominik Alberto (-)      | 5.58  |
| 11   | Seito Yamamoto (15)      | 5.58  |
| 12   | Valentin Lavillenie (6)  | 5.43  |
| 13   | Emmanouil Karalis (5)    | 5.43  |

| Pos. | Atleta                      | Marca |
| ---- | --------------------------- | ----- |
| 1    | Juan Miguel Echevarría (31) | 8.65  |
| 2    | Ruswahl Samaai (23)         | 8.20  |
| 3    | Tajay Gayle (23)            | 8.20  |
| 4    | Luvo Manyonga (23)          | 8.19  |
| 5    | Miltiadis Tentoglou (18)    | 8.10  |
| 6    | Wang Jianan (10)            | 8.06  |
| 7    | Thobias Montler (10)        | 7.80  |
| 8    | Zarck Visser (6)            | 7.60  |

| Pos. | Atleta                | Marca |
| ---- | --------------------- | ----- |
| 1    | Magnus Kirt (28)      | 89.13 |
| 2    | Cheng Chao-Tsun (33)  | 89.05 |
| 3    | Andreas Hofmann (32)  | 87.49 |
| 4    | Marcin Krukowski (19) | 85.72 |
| 5    | Johannes Vetter (12)  | 84.46 |
| 6    | Jakub Vadlejch (20)   | 84.17 |
| 7    | Thomas Röhler (18)    | 82.91 |
| 8    | Bernhard Seifert (4)  | 75.88 |
| 9    | Simon Wieland (-)     | 74.36 |

##### Feminino
| Pos. | Atleta                   | Marca |
| ---- | ------------------------ | ----- |
| 1    | Shaunae Miller-Uibo (24) | 21,74 |
| 2    | Dina Asher-Smith (36)    | 22,08 |
| 3    | Elaine Thompson (27)     | 22,44 |
| 4    | Dafne Schippers (33)     | 22,46 |
| 5    | Mujinga Kambundji (4)    | 22,58 |
| 6    | Blessing Okagbare (21)   | 22,62 |
| 7    | Crystal Emmanuel (12)    | 22,87 |
| 8    | Jamile Samuel (14)       | 23,15 |

| Pos. | Atleta                       | Marca |
| ---- | ---------------------------- | ----- |
| 1    | Salwa Eid Naser (40)         | 50,24 |
| 2    | Shakima Wimbley (14)         | 51,21 |
| 3    | Lisanne de Witte (18)        | 51,30 |
| 4    | Justyna Święty-Ersetic (18)  | 51,54 |
| 5    | Laviai Nielsen (15)          | 51,70 |
| 6    | Stephenie Ann McPherson (35) | 51,90 |
| 7    | Kendall Ellis (14)           | 51,92 |
| 8    | Jessica Beard (10)           | 52,60 |

| Pos. | Atleta                        | Marca   |
| ---- | ----------------------------- | ------- |
| 1    | Sifan Hassan (27)             | 3:57.08 |
| 2    | Konstanze Klosterhalfen (19)  | 3:59.02 |
| 3    | Gabriela Debues-Stafford (30) | 3:59.59 |
| 4    | Genzebe Dibaba (21)           | 4:00.86 |
| 5    | Winnie Nanyondo (20)          | 4:03.08 |
| 6    | Winny Chebet (12)             | 4:03.11 |
| 7    | Rababe Arafi (19)             | 4:03.44 |
| 8    | Jenny Simpson (8)             | 4:03.50 |
| 9    | Gudaf Tsegay (24)             | 4:03.77 |
| 10   | Linden Hall (5)               | 4:04.22 |
| 11   | Jemma Reekie (5)              | 4:05.34 |
| 12   | Eilish McColgan (9)           | 4:08.61 |
| 13   | Axumawit Embaye (12)          | 4:11.62 |
| 14   | Delia Sclabas (-)             | 4:15.69 |
| 15   | Chanelle Price (-)            | DNF     |

| Pos. | Atleta                        | Marca   |
| ---- | ----------------------------- | ------- |
| 1    | Beatrice Chepkoech (39)       | 9:01,71 |
| 2    | Hyvin Kiyeng (24)             | 9:03,83 |
| 3    | Nora Jeruto (21)              | 9:05,15 |
| 4    | Daisy Jepkemei (16)           | 9:06,66 |
| 5    | Gesa Felicitas Krause (8)     | 9:07,51 |
| 6    | Emma Coburn (15)              | 9:10,01 |
| 7    | Winfred Mutile Yavi (13)      | 9:14,84 |
| 8    | Celliphine Chespol (19)       | 9:20,04 |
| 9    | Karoline Bjerkeli Grøvdal (1) | 9:20,69 |
| 10   | Mercy Chepkurui (4)           | 9:29,61 |
| 11   | Maruša Minhašmaš (3)          | 9:53,49 |
| -    | Geneviève Lalonde (3)         | DNF     |
| -    | Caroline Tuigong (-)          | DNF     |

| Pos. | Atleta                 | Marca |
| ---- | ---------------------- | ----- |
| 1    | Sydney McLaughlin (24) | 52.85 |
| 2    | Shamier Little (28)    | 53.86 |
| 3    | Dalilah Muhammad (29)  | 54.13 |
| 4    | Zuzana Hejnová (31)    | 54.75 |
| 5    | Léa Sprunger (13)      | 55.14 |
| 6    | Anna Ryzhykova (21)    | 55.28 |
| 7    | Janieve Russell (25)   | 55.87 |
| 8    | Ashley Spencer (21)    | 56.90 |

| Pos. | Atleta                     | Marca |
| ---- | -------------------------- | ----- |
| 1    | Shanieka Ricketts (30)     | 14,93 |
| 2    | Yulimar Vermelhas (30)     | 14,74 |
| 3    | Liadagmis Povea (26)       | 14,49 |
| 4    | Keturah Orji (18)          | 14,43 |
| 5    | Paraskeví Papajristou (12) | 14,33 |
| 6    | Patricia Mamona (5)        | 14,24 |
| 7    | Kimberly Williams (19)     | 14,10 |
| 8    | Ana Peleteiro (5)          | 14,06 |

| Pos. | Atleta                   | Marca   |
| ---- | ------------------------ | ------- |
| 1    | Gong Lijiao (31)         | 20,31   |
| 2    | Chase Ealey (31)         | 19.68   |
| 3    | Christina Schwanitz (22) | 19,37   |
| 4    | Aliona Dubitskaya (23)   | 19,21 = |
| 5    | Brittany Crew (11)       | 18,86   |
| 6    | Danniel Thomas-Dodd (24) | 18,80   |
| 7    | Fanny Roos (16)          | 18,74   |
| 8    | Jessica Ramsey (8)       | 18,27   |

| Pos. | Atleta                    | Marca |
| ---- | ------------------------- | ----- |
| 1    | Lü Huihui (24)            | 66,88 |
| 2    | Kelsey-Lê Barber (24)     | 64,74 |
| 3    | Nikola Ogrodníková (17)   | 63,05 |
| 4    | Christin Hussong (29)     | 62,81 |
| 5    | Barbora Špotáková (15)    | 62,25 |
| 6    | Eda Tuağsuz (10)          | 61,81 |
| 7    | Lina Muze (18)            | 61,60 |
| 8    | Tatsiana Khaladovich (14) | 60,99 |
| 9    | Géraldine Ruckstuhl (-)   | 51,05 |

#### Finais em Bruxelas

##### Masculino
| Pos. | Atleta                 | Marca |
| ---- | ---------------------- | ----- |
| 1    | Noah Lyles (23)        | 19,74 |
| 2    | Ramil Guliyev (38)     | 19,86 |
| 3    | Andre De Grasse (14)   | 19,87 |
| 4    | Aaron Brown (25)       | 20,00 |
| 5    | Álex Quiñónez (36)     | 20,25 |
| 6    | Robin Vanderbemden (-) | 20,51 |
| 7    | Jereem Richards (14)   | 20,53 |
| 8    | Alonso Edward (5)      | 20,80 |
| 8    | Bernardo Baloyes (6)   | DQ    |

| Pos. | Atleta                  | Marca |
| ---- | ----------------------- | ----- |
| 1    | Michael Norman (16)     | 44,26 |
| 2    | Fred Kerley (14)        | 44,46 |
| 3    | Akeem Bloomfield (16)   | 44,67 |
| 4    | Obi Igbokwe 12)         | 44,96 |
| 5    | Kahmari Montgomery (12) | 45,31 |
| 6    | Michael Cherry (19)     | 45,55 |
| 7    | Jonathan Sacoor (-)     | 45,72 |
| 8    | Nathon Allen (12)       | 46,17 |
| 9    | Nathan Strother (15)    | 47,04 |

| Pos. | Atleta                  | Marca   |
| ---- | ----------------------- | ------- |
| 1    | Timothy Cheruiyot (31)  | 3:30,22 |
| 2    | Jakob Ingebrigtsen (26) | 3:31,62 |
| 3    | Filip Ingebrigtsen (17) | 3:33,33 |
| 4    | Ronald Musagala (12)    | 3:33,90 |
| 5    | Craig Engels (4)        | 3:34,04 |
| 6    | Marcin Lewandowski (8)  | 3:34,36 |
| 7    | Ayanleh Souleiman (33)  | 3:35,08 |
| 8    | John Gregorek (5)       | 3:35,32 |
| 9    | Samuel Tefera (8)       | 3:35,64 |
| 10   | Bethwell Birgen (15)    | 3:37,48 |
| 11   | Charles Simotwo (7)     | 3:38,06 |
| 12   | Vincent Kibet (14)      | 3:38,76 |
| 13   | Ismael Debjani (-)      | 3:40,04 |
| -    | Boaz Kiprugut (-)       | DNF     |
| -    | Timothy Sein (-)        | DNF     |

| Pos. | Atleta                  | Marca |
| ---- | ----------------------- | ----- |
| 1    | Orlando Ortega (28)     | 13,22 |
| 2    | Ronald Levy (16)        | 13,31 |
| 3    | Serguéi Shubenkov (23)  | 13,33 |
| 4    | Freddie Crittenden (12) | 13,35 |
| 5    | Xie Wenjun (16)         | 13,49 |
| 6    | Andrew Pozzi (22)       | 13,50 |
| 7    | Antonio Alkana (10)     | 13,61 |
| -    | Michael Obasuyi (-)     | DQ    |
| -    | Daniel Roberts (15)     | DNS   |

| Pos. | Atleta                | Marca   |
| ---- | --------------------- | ------- |
| 1    | Getnet Wale (14)      | 8:06,92 |
| 2    | Sufian O Bakkali (24) | 8:07,08 |
| 3    | Lamecha Girma (6)     | 8:07,66 |
| 4    | Benjamin Kigen (21)   | 8:10,76 |
| 5    | Hillary Bor (14)      | 8:13,90 |
| 6    | Abraham Kibiwot (10)  | 8:14,52 |
| 7    | Conseslus Kipruto (4) | 8:14,53 |
| 8    | Fernando Carroça (5)  | 8:15,53 |
| 9    | Mohamed Tindouft (3)  | 8:16,58 |
| 10   | Djilali Bedrani (3)   | 8:16,60 |
| 11   | Chala Beyo (17)       | 8:16,85 |
| 12   | Nicholas Bett (5)     | 8:26,95 |
| 13   | Tim Van de Velde (-)  | 8:41,22 |
| -    | Lawrence Kipsang (3)  | DNF     |
| -    | Wilbeforce Kones (-)  | DNF     |

| Pos. | Atleta                 | Marca |
| ---- | ---------------------- | ----- |
| 1    | Tomadas Walsh (21)     | 22,30 |
| 2    | Darlan Romani (26)     | 22,15 |
| 3    | Ryan Crouser (15)      | 22,08 |
| 4    | Konrad Bukowiecki (11) | 21,91 |
| 5    | Darrell Hill (15)      | 21,13 |
| 6    | Michał Haratyk (18)    | 20,91 |
| 7    | Tomáš Staněk (8)       | 20,86 |
| 8    | Joe Kovacs (19)        | 20,60 |

| Pos. | Atleta                | Marca |
| ---- | --------------------- | ----- |
| 1    | Christian Taylor (22) | 17,85 |
| 2    | Will Claye (15)       | 17,22 |
| 3    | Omar Craddock (14)    | 17,17 |
| 4    | Donald Scott (9)      | 17,14 |
| 5    | Alexis Copello (7)    | 17,02 |
| 6    | Nelson Évora (9)      | 16,54 |
| 7    | Pedro Pichardo (21)   | 16,32 |
| 8    | Hughes F. Zango (21)  | DNS   |

| Pos. | Atleta                   | Marca |
| ---- | ------------------------ | ----- |
| 1    | Daniel Ståhl (31)        | 68,68 |
| 2    | Lukas Weißhaidinger (22) | 66,03 |
| 3    | Fedrick Dacres (22)      | 65,27 |
| 4    | Andrius Gudžius (8)      | 65,19 |
| 5    | Piotr Małachowski (12)   | 64,78 |
| 6    | Ehsan Hadadi (10)        | 64,75 |
| 7    | Onda Stunes Isene (11)   | 64,07 |
| 8    | Christoph Harting (9)    | 64,03 |
| 9    | Philip Milanov (-)       | 60,84 |

##### Feminino
| Pos. | Atleta                       | Marca |
| ---- | ---------------------------- | ----- |
| 1    | Dina Asher-Smith (21)        | 10,88 |
| 2    | Shelly-Ann Fraser-Pryce (16) | 10,95 |
| 3    | Marie-Joseé Ta Lou (31)      | 11,09 |
| 4    | Dafne Schippers (15)         | 11,22 |
| 5    | Blessing Okagbare (20)       | 11,24 |
| 6    | Aleia Hobbs (18)             | 11,29 |
| 7    | Crystal Emmanuel(6)          | 11,38 |
| 8    | Gina Lückenkemper (10)       | 11,45 |

| Pos. | Atleta               | Marca   |
| ---- | -------------------- | ------- |
| 1    | Ajee Wilson (29)     | 2:00,24 |
| 2    | Raevyn Rogers (24)   | 2:00,67 |
| 3    | Winnie Nanyondo ()   | 2:00,69 |
| 4    | Olha Lyakhova (11)   | 2:01,16 |
| 5    | Natoya Goule (14)    | 2:01,40 |
| 6    | Linsey Sharp (14)    | 2:01,47 |
| 7    | Hanna Green (13)     | 2:02,47 |
| 8    | Renée Eykens (3)     | 2:03,20 |
| 8    | Nelly Jepkosgei (19) | 2:03,48 |
| 8    | Noélie Yarigo ()     | DNF     |

| Pos. | Atleta                       | Marca    |
| ---- | ---------------------------- | -------- |
| 1    | Sifan Hassan (14)            | 14:26,26 |
| 2    | Letensebet Gidey (6)         | 14:29,54 |
| 3    | Konstanze Klosterhalfen (7)  | 14:29,89 |
| 4    | Hellen Obiri (19)            | 14:33,90 |
| 5    | Margaret Kipkemoi (8)        | 14:36,48 |
| 6    | Agnes Tirop (17)             | 14:37,32 |
| 7    | Gabriela Debues-Stafford (5) | 14:44,12 |
| 8    | Fantu Worku (7)              | 14:45,59 |
| 9    | Beatrice Chepkoech (5)       | 14:46,58 |
| 10   | Caroline Kipkirui (13)       | 14:47,04 |
| 11   | Eva Cherono (3)              | 14:50,13 |
| 8    | Camille Buscomb (-)          | DNF      |

| Pos. | Atleta                 | Marca |
| ---- | ---------------------- | ----- |
| 1    | Danielle Williams (31) | 12,46 |
| 2    | Kendra Harrison (23)   | 12,73 |
| 3    | Nia Ali (16)           | 12,74 |
| 4    | Sharika Nelvis (22)    | 12,83 |
| 5    | Christina Clemons (19) | 12,84 |
| 6    | Cindy Roleder (10)     | 13,12 |
| 6    | Elvira Herman (15)     | 13,12 |
| -    | Tobi Amusan (23)       | DQ    |
| -    | Anne Zagre (-)         | DQ    |

| Pos. | Atleta                   | Marca |
| ---- | ------------------------ | ----- |
| 1    | Maria Lasitskene (40)    | 1,99  |
| 2    | Yuliya Levchenko (20)    | 1,97  |
| 3    | Nafissatou Thiam (-)     | 1,95  |
| 4    | Kamila Licwinco (-)      | 1,95  |
| 5    | Mirela Demireva (30)     | 1,93  |
| 6    | Yaroslava Mahuchikh (19) | 1,89  |
| 7    | Nicola McDermott (11)    | 1,89  |
| 8    | Erika Kinsey (28)        | 1,85  |
| 8    | Ana Šimic (12)           | 1,85  |
| 10   | Iryna Herashchenko (7)   | 1,85  |
| 11   | Karyna Demidik (12)      | 1,85  |
| 12   | Elena Vallortigara (4)   | 1,85  |
| 13   | Levern Spencer (12)      | 1,80  |

| Pos. | Atleta                   | Marca    |
| ---- | ------------------------ | -------- |
| 1    | Ekaterini Stefanidi (39) | 4,83 =   |
| 2    | Anzhelika Sidorova (22)  | 4,83     |
| 3    | Alysha Newman (22)       | 4,77     |
| 4    | Katie Nageotte (19)      | 4,70     |
| 5    | Holly Bradshaw (10)      | 4,70     |
| 5    | Robeilys Peinado (19)    | 4,70 = = |
| 7    | Jennifer Suhr (6)        | 4,70     |
| 8    | Sandi Morris (26)        | 4,63     |
| 8    | Yarisley Silva (21)      | 4,63     |
| 10   | Li Ling (7)              | 4,63     |
| 11   | Angelica Bengtsson (11)  | 4,63     |
| 12   | Michaela Meijer (12)     | 4,41     |
| -    | Fanny Smets (-)          | NM       |

| Pos. | Atleta                        | Marca |
| ---- | ----------------------------- | ----- |
| 1    | Malaika Mihambo (16)          | 7,03  |
| 2    | Brittney Reese (13)           | 6,85  |
| 3    | Katarina Johnson-Thompson (8) | 6,73  |
| 4    | Maryna Bej-Romanchuk (21)     | 6,73  |
| 5    | Lorraine Ugen (11)            | 6,70  |
| 6    | Yelena Sokolova (8)           | 6,54  |
| 7    | Brooke Stratton (11)          | 6,53  |
| 8    | Caterine Ibargüen (15)        | 6,26  |
| 9    | Hanne Maudens (-)             | 5,80  |

| Pos. | Atleta                   | Marca |
| ---- | ------------------------ | ----- |
| 1    | Yaimé Pérez (23)         | 68,27 |
| 2    | Sandra Perković (23)     | 66,00 |
| 3    | Kristin Pudenz (12)      | 63,73 |
| 4    | Denia Caballero (30)     | 63,53 |
| 5    | Claudine Vita (4)        | 62,15 |
| 6    | Valarie Allman (15)      | 61,70 |
| 7    | Nadine Müller (7)        | 61,39 |
| -    | Mélina Robert-Michon (4) | DNS   |